# Haslau-Maria Ellend
Haslau-Maria Ellend osztrák község Alsó-Ausztria Bruck an der Leitha-i járásában. 2022 januárjában 2008 lakosa volt. 

## Elhelyezkedése

Haslau-Maria Ellend a Bruck an der Leitha-i járásban

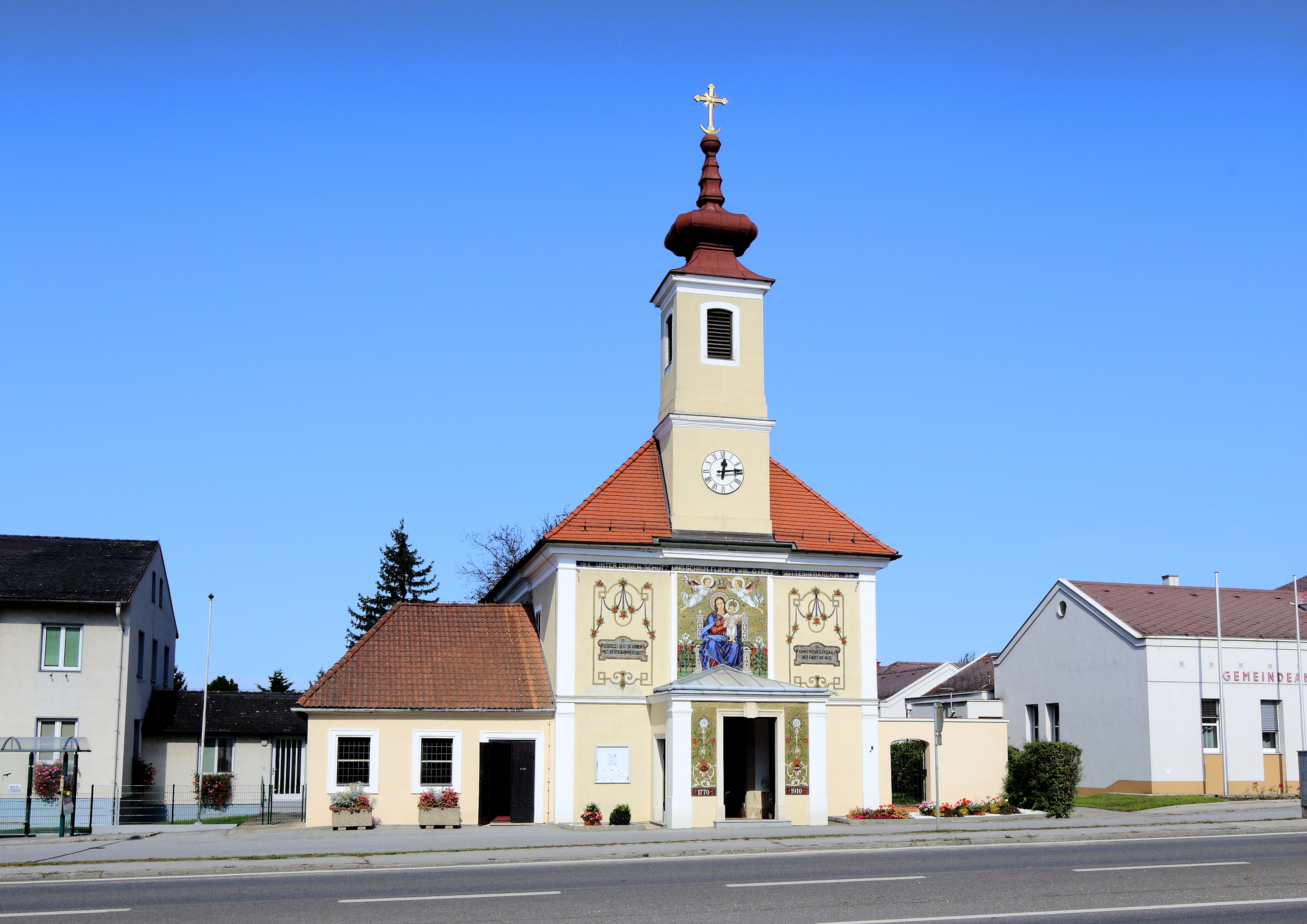
A Maria Ellend-kegytemplom

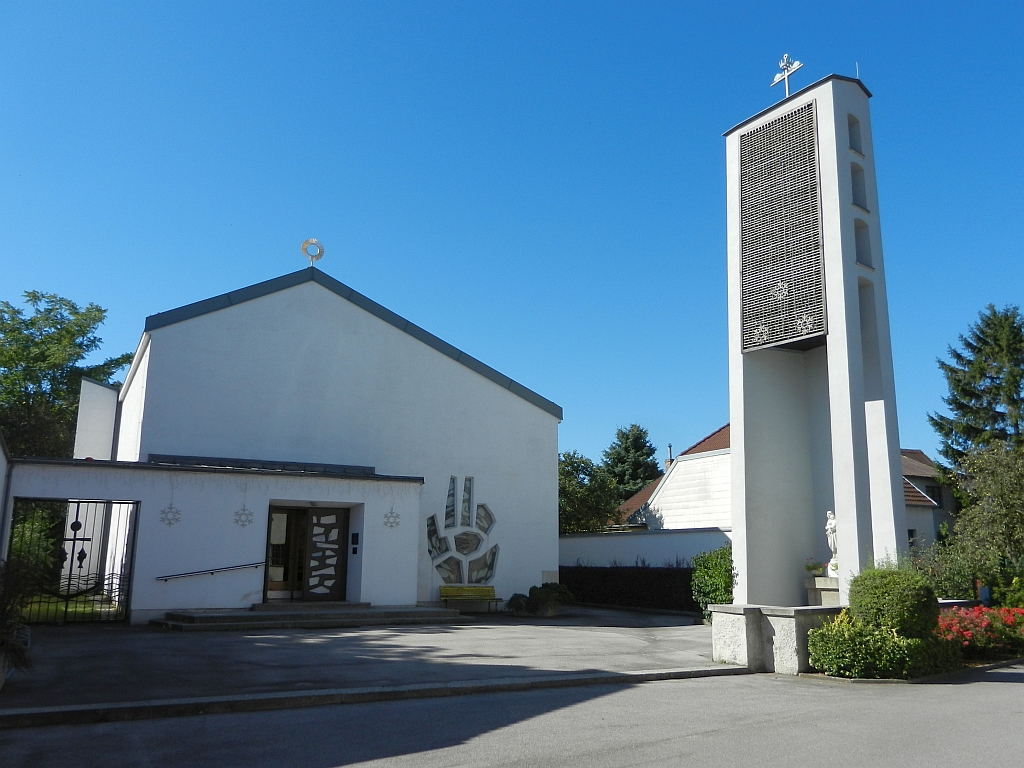
A Szent család-templom

Haslau-Maria Ellend a tartomány Industrieviertel régiójában fekszik, a Bécsi-medencében, a Duna jobb partján. Területének 43,2%-a erdő, 41,7% áll mezőgazdasági művelés alatt. Az önkormányzat két települést egyesít: Haslau an der Donaut (935 lakos 2022-ben) és Maria Ellendet (1073 lakos).
A környező önkormányzatok: keletre Scharndorf, délre Göttlesbrunn-Arbesthal, délnyugatra Enzersdorf an der Fischa, nyugatra Fischamend, északnyugatra Mannsdorf an der Donau, északra Orth an der Donau.

## Története
Egy 14. századi legenda szerint a folyóparton játszó gyerekek felfedezték Szűz Mária szobrát, amely a folyásiránnyal szemben úszott a Dunában. Azt a helyet ahol a szobor partot ért elnevezték Maria Anlandt-nak ("partot ért Mária"), ez torzult később Maria Ellend-é.
A község területe az ókorban Pannonia római provinciához tartozott. Haslaut 1080-ban említik először. A 14. századig a Haslau lovagi nemzetség birtoka és székhelye volt, itt állt váruk is. Bécs 1529-es és 1683-as török ostromakor a falut elpusztították és végül horvátokkal telepítették újra. A 18. században egy földcsuszamlás elsodorta a település északi felét. 1770-1772-ben kegytemplom épült a faluban, melyet ekkor átneveztek Maria Ellendre. A népszerű zarándokhelyet 1906-1914 között kibővítették és egy Lourdes-grottóval egészítették ki. A Monarchia megszűnése után a lakosság kérte a falu régi nevének, (Haslau) visszaállítását. 
A második világháborúban Haslau/Maria Ellendet többször bombázták és 1945-ben megszállta a szovjet hadsereg. 
A két község 1969-ben egyesült. 

## Lakosság
A Haslau-Maria Ellend-i önkormányzat területén 2022 januárjában 2008 fő élt. A lakosságszám 1910 óta gyarapodó tendenciát mutat. 2020-ban az ittlakók 89,2%-a volt osztrák állampolgár; a külföldiek közül 2,7% a régi (2004 előtti), 6,2% az új EU-tagállamokból érkezett. 1% az egykori Jugoszlávia (Szlovénia és Horvátország nélkül) vagy Törökország, 0,9% egyéb országok polgára volt. 2001-ben a lakosok 77,9%-a római katolikusnak, 2,9% evangélikusnak, 1,6% ortodoxnak, 16,1% pedig felekezeten kívülinek vallotta magát. Ugyanekkor a legnagyobb nemzetiségi csoportot a németek (92,9%) mellett a magyarok alkották 0,9%-kal.
A népesség változása:

| 2016 | 1 942 |
| 2018 | 2 004 |

## Látnivalók
- a Maria Ellend Szűz Mária-kegytemploma
- az 1960-épült haslaui Szent család-templom
- a Duna-parti erdők a Donau-Auen Nemzeti Park részei

## Fordítás
- Ez a szócikk részben vagy egészben  a   Haslau-Maria Ellend című német Wikipédia-szócikk ezen változatának fordításán alapul.  Az eredeti cikk szerkesztőit annak laptörténete sorolja fel. Ez a jelzés csupán a megfogalmazás eredetét és a szerzői jogokat jelzi, nem szolgál a cikkben szereplő információk forrásmegjelöléseként.